# 雅各布·库尔哈内克

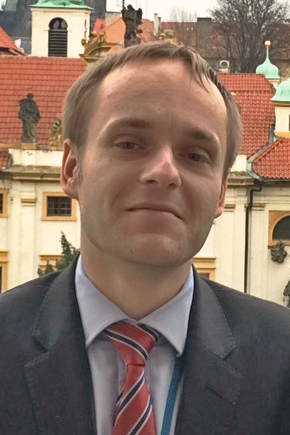
2014年的雅各布·库尔哈内克

雅各布·库尔哈内克（Jakub Kulhánek，1984年6月30日—），出生于梅尔尼克，是捷克的政治人物、捷克社会民主党活动家，曾任各部委副部长，2021年起任外交部长。

## 生平
他毕业于布拉格查理大学的国际关系专业，并在美国乔治敦大学获得该领域的硕士学位。他曾在布拉格的北约信息中心担任分析员，除此之外他还担任过捷克众议院副主席的顾问。2014年，他出任捷克国防部副部长。2014年至2016年，他改任捷克外交部副部长。他后来从事了咨询活动，2018年重返政府行政部门，担任内政部副部长。2021年4月，社会民主党推荐他在安德烈·巴比什的第二届政府中担任新的外交部长。4月21日，米洛什·泽曼正式任命其出任捷克外交部长，以解决2014年捷克军火库爆炸事件产生的俄罗斯—捷克外交事件。2021年4月22日，刚上任的即发向俄罗斯发出“最后通牒”，他表示，被俄方驱逐出境的捷克外交人员必须在22日12点前能够返回莫斯科。